# Richard Brancatisano
Richard Peter Brancatisano, född 29 oktober 1983 i Sydney, är en australisk skådespelare och musiker med italienska rötter (från fadern). Han är mest känd för att spela rollen som den gröna Power Rangern Xander Bly i superhjälteserien Power Rangers Mystic Force och Dominic Russo i ABC Family-serien Chasing Life. Han har också spelat rollen som Caleb i den andra säsongen av TV-serien Elefantprinsessan.

## Filmografi (i urval)

### Filmer
- 2012 – Bait
- 2015 – Alex & Eve

### TV-serier
- 2006 – Power Rangers Mystic Force (TV-serie)
- 2007 – Power Rangers Operation Overdrive (TV-serie)
- 2007 – Home and Away (TV-serie) (även 2010)
- 2011 – Elefantprinsessan (TV-serie)
- 2014–2015 – Chasing Life (TV-serie)
- 2018–2019 – Harrow (TV-serie)